# Leptotarsus (Macromastix) lunatus fuscolateratus
Leptotarsus (Macromastix) lunatus fuscolateratus is een ondersoort van de tweevleugelige Leptotarsus (Macromastix) lunatus uit de familie langpootmuggen (Tipulidae). De ondersoort komt voor in het Australaziatisch gebied.